# Număr Catalan
În combinatorică și teoria numerelor, numerele Catalan formează un șir de numere naturale care apar în diverse probleme de numărare, implicând de obicei obiecte definite recursiv. Denumirea lor provine de la numele matematicianului belgian Eugène Charles Catalan (1814–1894).
Se poate defini al n-lea număr Catalan în mod direct, ca termen al unor coeficienți binomiali pentru expresia:
{\displaystyle C_{n}={\frac {1}{n+1}}{2n \choose n}={\frac {(2n)!}{(n+1)!\,n!}}=\prod \limits _{k=2}^{n}{\frac {n+k}{k}}\qquad {\text{pentru }}n\geq 0.}
Primele numere Catalan pentru n = 0, 1, 2, 3, ... vor fi:
1, 1, 2, 5, 14, 42, 132, 429, 1430, 4862, 16796, 58786, 208012, 742900, 2674440, 9694845, 35357670, 129644790, 477638700, 1767263190, 6564120420, 24466267020, 91482563640, 343059613650, 1289904147324, 4861946401452, ...